# Butilakrilat
Butilakrilat (tudi n-butil akrilat, butilni ester 2-propenojske kisline, n-butilni ester akrilne kisline; CH2=CHCOOC4H9; C7H12O2) je brezbarvna tekočina z zbadajočim vonjem. Njeni hlapi so težji od zraka. Tekočina je nevarna za vode. Ima strupeni učinek na vodne organizme.
Snov se uporablja za polimerizacijo, organsko sintezo in kot kemični intermediat.
Draži oči (pojavi se rdečica in bolečine), dihala (povzroča kašljanje, boleče grlo, lovljenje sape) in kožo (pojavi se rdečica in bolečine). Stik s kožo lahko povzroči preobčutljivost.

## Toksikološki podatki
Akutna strupenost pri
- vdihavanju - LD50 = 8050 mg/kg (podgana, moški spol), LD50 = 6470 mg/kg (podgana, ženski spol)
- stiku s kožo - LD50 = 500 - 1000 mg/kg (zajec)
- zaužitju - LC50 = 2730 ppm (4 ure, podgana)

## Ekotoksikološki podatki
Mobilnost
Potencial za mobilnost v zemlji je zelo visok (Koc je med 0 in 50). Predvidoma je vrednost Koc 40. Henry-jeva konstanta je ocenjena 
4,74*10-4 atm*m3/mol.
Razgradljivost
Snov je dobro bio-razgradljiva. Ustreza testu OECD za razgradljivost. OCDE test številka 301 C po 28 dneh 61%. Biorazgradljivost v zaprti posodi doseže v 20 dneh 62%. S kemijsko razgradnjo - hidrolizo - traja razgradnja predvidoma od enega meseca do enega leta. Razgradnja v naravnem okolju pa od nekaj minut do nekaj ur.
Akumulacija
Bioakumulacijski potencial je nizek.
Strupenost
- ribe: LC50 = 23 mg/l (Golden fisch), LC50 = 4,98 mg/l (Golden orfe)
- nevretenčarji: EC50 = 8,2 mg/l (Daphnia magna)
- alge: IC50(72 ur) = 5,2 mg/l (Selenastrum capricornatum)

Kratkotrajni in dolgotrajni učinki na okolje
Snov je strupena za vodne organizme v koncentracijah LC50/EC50/IC50 med 1 in 10 mg/l za občutljivejše vrste.